# 鈴木由加里
鈴木 由加里（すずき ゆかり、1965年 - ）は、日本の哲学者、評論家。専門はフランス哲学、現代文化論研究。

## 来歴
東京都生まれ。法政大学大学院博士課程満期退学。  

## 著書
- 『ラブホテルの力 現代日本のセクシュアリティ』廣済堂ライブラリー 2002
- 『女は見た目が10割 誰のために化粧をするのか』平凡社新書 2006
- 『「モテ」の構造 若者は何をモテないと見ているのか』平凡社新書 2008

共著
- 『境界線の哲学』川本隆,片山善博編著 大河内泰樹,村田憲郎共著 DTP出版 2008

## 参考
- [ISBN　978-4-582-85407-7]

| スタブアイコン | サブスタブ | この項目は、まだ閲覧者の調べものの参照としては役立たない、文人（小説家・詩人・歌人・俳人・作詞家・作家・放送作家・随筆家（コラムニスト）・文芸評論家）に関連した書きかけの項目です。この項目を加筆・訂正などしてくださる協力者を求めています（P:文学/PJ:作家）。 |